# 日根野吉雄
日根野 吉雄（ひねの よしかづ）は、江戸時代前期の武士。下野国壬生藩および豊後国府内藩の世嗣。初名は雅行。通称は次右衛門。

## 生涯
元和元年（1615年）、日根野吉明の長男として生まれる。母は松平一生の娘。弟に三之助がいる（早世）（『寛政重脩諸家譜』では、某氏の子で、吉明の養子としている）。妹は能勢頼香の妻となった。正室は稲葉一通の娘。
同9年（1623年）、9歳のとき、初めて将軍・徳川秀忠に拝謁した。
正保2年（1646年）12月15日、父に先立ち31歳で早世した。萬壽寺乾叟は『禪餘集』の中で、吉明の二子とも自殺したと記述している。
法名は松翁浄哲清岩院。はじめ法禅寺（現・東京都品川区）に葬られた。のちに伝通院見樹寺（現・東京都文京区）に改葬された。